# 鍾明軒
鍾明軒（1999年12月20日—），為臺灣YouTuber。畢業於桃園市私立永平高級工商職業學校表演藝術科、黎明技術學院表演藝術系。

## 生平
鍾明軒的爸媽曾在自家附近開設美容院；鍾明軒有一位大他三歲的姐姐，以及一位爸爸再婚後所生的妹妹。
2012年8月下旬，鍾明軒的母親跳龍潭大池輕生。經紀公司發聲明表示「兩個月前，看笑話的人多，願意伸出援手的人少」。警方指出父母對兒子的發展持不同意見，兩人常為此吵架，有可能因而釀成悲劇。鍾明軒事發前接受專訪時表示，母親對他的演藝路是從極為反對到絕對支持。事後鍾明軒於臉書粉絲專頁放上歌曲《母親節》悼念亡母。鍾明軒在多年後的專訪中表示，媽媽是家中主要經濟支柱，原本就患有憂鬱症，她想支持兒子追夢，卻遇到太多反對，包括丈夫。
鍾明軒多次表示自己是名双性恋。2019年5月，教育部長潘文忠與鍾明軒對談校園中性別霸凌議題。在臺灣有學校把鍾明軒和葉永鋕作為性別平等教育的範例。
2012年6月25日，鍾明軒在YouTube發布他清唱李佳薇歌曲《煎熬》的影片。6月27日，鍾明軒開創臉書粉絲專頁，身份介紹欄寫「歌手」。發文表示「每個人心中都有一個夢想，如果你還有夢，請堅持下去」，並在簡介表示「我是網路出生的，因為大家的支持，才讓我變紅」。6月30日，鍾明軒拍影片感謝網友的關注。在網路上爆紅後，鍾明軒接獲許多電視節目邀約、媒體採訪，還有經紀公司簽下他，要朝演藝圈發展。8月上旬，鍾媽媽於節目《爸媽囧很大》上表示，鍾爸爸和她一樣反對鍾明軒踏入演藝圈，她並表示「不覺得他想紅，他是想賺錢」。同月，母親驟逝，經紀人（雖未正式簽約）則是勸鍾先好好讀書。
2015年8月，鍾明軒和法拉利姐、鄧佳華化身驚奇三超人，合拍搞笑版〈不累不累〉MV。2016年5月，鍾明軒和法拉利姊、小A辣、鄧佳華、林進合拍〈BoBoBo〉MV。12月鍾明軒和網紅哥倫布合唱歌曲〈最後的愛情歌〉。2018年8月，鍾明軒發行單曲《Just Can't Stop It》。2019年4月，鍾明軒透過募資平台Dream Player的專案計畫，出版《我決定我是誰》，排名《誠品書店》「2019年度十大暢銷書」第10名。5月，鍾明軒與「爽樂團」成員「紅中」推出合唱單曲〈我〉，由鍾明軒作詞。2020年5月，鍾明軒的個人YouTube頻道突破一百萬訂閱，同月鍾明軒發行數位單曲〈當我說真話的時候我感到自由〉，由陳珊妮包辦詞曲。2021年1月，鍾明軒推出第一張個人專輯《LADIES & GENTLEMEN》，由陳珊妮擔任專輯總製作人。
2020年中華民國總統選舉前夕，鍾明軒和蔡英文合體拍片，片名為《總統我來了！》為談論台灣與香港現況，和民主價值與如何保護台灣。鍾明軒之後表示韓國瑜方有寄合作邀約，而鍾明軒表明「你離開好不好」；韓國瑜隨行發言人證實有邀約合作，並尊重鍾明軒拒絕邀請的決定。

## 言論及爭議

### 沖繩遊客入鏡未打馬賽克
2019年7月，鍾明軒前往日本沖繩旅遊，在公車上拍攝的旅遊影片將司機及女乘客入鏡並未打上馬賽克，疑似侵犯隱私；事後表示該女乘客其實是韓國遊客，於後製剪輯時覺得女乘客毫無違和感的入鏡很可愛，於是放進影片中。

### 訪問勞動部長事件
2019年8月鍾明軒在訪問中華民國勞動部部長許銘春的過程中，脫口說出「工作人員不要說話好不好」，遭批評此舉很無禮；之後鍾在影片的留言區解釋，該名工作人員是他的經紀人兼友人，網友所指責的無禮部分，他認為非常可愛，「可能是我常常在跟這位朋友互動多次的行為，在很多第一次看到的人眼裡有點太超過」。

### 新加坡旅遊事件
2019年9月鍾明軒前往新加坡旅遊，在其所拍攝的旅遊影片中表示，「很多那種馬來西亞人，害我在這邊旅遊真的很不自在」，此言論引起部分馬來西亞網友感受被歧視而批評，更被馬來西亞媒體關注；事後鍾明軒發表影片坦承口誤並鞠躬道歉。

### 鬼滅之刃配音事件
2020年11月5日，鍾明軒發表影片透露電影代理商木棉花曾邀請他為《鬼滅之刃劇場版 無限列車篇》的反派角色「魘夢」配音，鍾明軒指出木棉花代理商認為他有政治立場而告吹，他因此「祝福」木棉花儘早倒閉，並稱木棉花代理商為「失敗的人類」。木棉花則表示中文配音選角一事，主要參考日本官方建議，彼此意見交流、斟酌後得出的結論，木棉花也沒有特定立場。最後幫魘夢配音的是資深配音員劉傑，因此鍾明軒更被網友質疑不尊重專業。11月7日，鍾明軒發佈道歉影片。
鍾明軒在鬼滅之刃配音事件更後遭人指稱，曾在2018年8月自薦上綜藝節目，而節目錄影當天下雨，鍾明軒打電話告知工作人員「抱歉我這邊下大雨我沒辦法出門，我就不過去錄影了」；2020年11月鍾明軒則表示對此事沒有印象，如果有也是3、4年前的事情，如今被爆料者拿過去的事抓著不放，「很明顯這個人喜歡活在過去」。

### 「領養代替購買」事件
2022年5月，鍾明軒購入一隻白色小柴犬名為dupee'並表示「領養代替購買」被用來情緒勒索他人，引發網友爭論，其中許多人認為不購買就不會造成對寵物的傷害，更有人質疑鍾明軒本身就在情緒勒索。5月27號，鍾明軒發佈澄清影片並表示只是「21世紀不要再讓我聽到領養代替購買的方式去情緒勒索他人」他本人表示請勿使用領養代替購買的口號去情緒勒索他人。

### 闖入校園拍攝事件
2024年10月，鍾明軒因進入新竹高工校園拍攝短片而引發爭議。事件發生在學校放學後，鍾明軒與友人進入校園，並使用尚未驗收的操場進行拍攝，讓學生認為「學生不能用，網紅可以用」並遭炎上。他表示當時有向校園警衛報備，但並未獲得禁止進入的回應。然而，事件引發網友指責，認為他這一行為造成學校警衛遭調職。新竹高工校長陳世程解釋，警衛的調職與鍾明軒無直接關聯，原因是該警衛多次疏忽校園安全，未履行必要的登記和通報程序，並且在過去曾發生其他安全問題。鍾明軒對此回應，反駁網友指控並強調自己並未違規，且對於謠言散播者表示會追究責任。

### 中共大外宣事件
2024年2月底，鍾明軒前往中國大陸旅遊並拍攝影片，表達出“很喜歡中國這個地方”，引起一些討論，在3月13日中共中央台湾工作办公室發言人陳斌華回應提問，表示百聞不如一見，歡迎台灣青年親身來中國大陸走走看看。鍾明軒6月4日開設社群網站「小紅書」的帳號，帳號才開了5天就突然被禁。
2024年12月6日，臺灣網紅八炯發布与陳柏源合作拍摄關於中共統戰的影片，指控中华人民共和国政府與中國共產黨「利誘、收買」台湾特定网红舔共、對臺灣人進行統戰，當中中共党媒「海峽導報」稱會與鍾明軒聯絡，被質疑雙方早有合作。鍾明軒則否認，反駁稱影片是自己出錢拍攝。2025年8月6日，陳柏源承認當時合作影片的八炯惡意剪輯影片，導致鍾明軒深陷輿論風波。

## 作品
- 鍾明軒. . 大樂文化. 2019-04-29. ISBN 9789578710184.

### 專輯
- 《LADIES & GENTLEMEN》（2021）

### 單曲
- 《Just Can't Stop It》（2018）
- 《我》（2019）
- 《當我說真話的時候我感到自由》（2020）
- 《你喜歡不是我喜歡》（2022）

## 外部連結
- YouTube上的鍾明軒頻道
- 鍾明軒的Facebook專頁
- 鍾明軒的Instagram帳戶
- 鍾明軒的Threads